# Xylopteryx turlini
Xylopteryx turlini är en fjärilsart som beskrevs av Claude Herbulot 1984. Xylopteryx turlini ingår i släktet Xylopteryx och familjen mätare. Inga underarter finns listade i Catalogue of Life.